# Jahreshitparade
Le Jahreshitparade est un résumé de quatre programmes pour la musique rock et pop en RDA. Il n'est créé qu'après la réunification allemande et couvre les années 1975 à 1990.

## Programmes
Les programmes utilisés pour le Jahreshitparade sont :
- Beatkiste (Première diffusion en 1970 sous le nom de Franks Diskothek, Stimme der DDR, dernière émission le 29 mars 1990)
- Tip-Parade (Première diffusion en 1971 sur Radio DDR I, dernière émission en 1990)
- DT Metronom (Première diffusion en janvier 1972 sur Berliner Rundfunk, devient en 1986 Jugendradio DT 64)
- Tip-Disko (Première diffusion en 1976, Stimme der DDR, dernière émission en 1990)

## Artistes
Les artistes suivants ont le plus souvent obtenu la première place dans les charts annuels de la RDA (le nombre de titres respectifs numéro un entre parenthèses) :
- Puhdys (6)
- Rockhaus (3)
- Veronika Fischer, Karat, Lift, Berluc, Perl, Stern Meißen et City (1)

## Source de la traduction
- (de) Cet article est partiellement ou en totalité issu de l’article de Wikipédia en allemand intitulé « Jahreshitparade (DDR) » (voir la liste des auteurs).